# 1901 au Portugal
Chronologie du Portugal
- 1897
- 1898
- 1899
- 1900
- 1901
- 1902
- 1903
- 1904
- 1905

Cette page concerne les évènements survenus en 1901 au Portugal  :

## Évènement
- 16 mai : Création du parti régénérateur libéral
- 6 octobre : Élection législative (en)

## Naissance
- Tomás Alcaide (pt), chanteur.
- Henrique da Silveira, escrimeur.
- Raul de Carvalho (pt), acteur.
- Cândido de Meneses Pamplona Forjaz de Lacerda (pt), journaliste.
- Vergílio Godinho (pt), écrivain.

## Décès
- António Tomás da Silva Leitão e Castro (pt), évêque.
- Tadeu de Almeida Furtado (pt), peintre.
- Joaquim Augusto de Oliveira (pt), dramaturge.
- António José Enes, diplomate et personnalité politique.